# Eingedenken
Eingedenken bezeichnet ein geschichtliches Bewusstsein und eine Form des Erinnerns, in der die Vergangenheit nicht als etwas Abgeschlossenes begriffen und verklärt, sondern im Gegenteil ihre Gegenwärtigkeit betont wird. Der zuvor selten verwendete Begriff ist im 20. Jahrhundert durch Ernst Bloch, Walter Benjamin, Theodor W. Adorno und Max Horkheimer aufgegriffen und neu gefasst worden.

## Eingedenken als theologisches und ritualisiertes Erinnern
Im Judentum begründet sich im Gedenken an den Bundesschluss ein durch Wechselseitigkeit gekennzeichnetes Erinnerungsgebot. Ebenso wie Gott des Volkes Israel gedenkt, hat auch das Volk Israel seiner zu gedenken (Jes 44,21 ); daraus bildet sich die innere Substanz des Bundes zwischen Gott und seinem Volk. Diese Form theologischen Erinnerns ist von Walter Benjamin und, in seiner Tradition, auch von anderen vornehmlich jüdischen Autoren als Eingedenken bezeichnet worden:

„Bekanntlich war es den Juden untersagt, der Zukunft nachzuforschen. Die Thora und das Gebet unterweisen sie dagegen im Eingedenken. Dieses entzauberte ihnen die Zukunft, der die verfallen sind, die sich bei den Wahrsagern Auskunft holen. Den Juden wurde die Zukunft aber darum doch nicht zur homogenen und leeren Zeit. Denn in ihr war jede Sekunde die kleine Pforte, durch die der Messias treten konnte.“

Anstelle des konkreten historischen Ereignisses tritt die durch Ritual und Gebet ständig erneuerte und vergegenwärtigte „Erinnerungsfigur“. Im Christentum findet sich etwa in dem Gedenken an das Abendmahl und in seiner ritualisierten Vergegenwärtigung im Rahmen der Eucharistiefeier ein vergleichbares Konzept.

## Eingedenken bei Walter Benjamin und in der Frankfurter Schule
Eingedenken wird im Spätwerk Benjamins, insbesondere auch abschließend in seiner letzten Schrift Über den Begriff der Geschichte, zum zentralen Begriff und spielt eine wesentliche Rolle in seiner Geschichtsphilosophie und Literaturkritik, in seinen Studien zum Materialismus und in seiner Soziologie der Moderne. Wahrscheinlich ist er durch Ernst Blochs Geist der Utopie auf den Begriff aufmerksam geworden und entwickelte ihn im Laufe seiner Übersetzung der Schriften von Marcel Proust weiter, wo er ihn für dessen Konzept des mémoire involontaire verwendete.
Benjamin setzt den Terminus des Eingedenkens dem der verklärten Erinnerung entgegen, wie er in der Hegelschen Geschichtsphilosophie Verwendung findet. Im Unterschied zur Erinnerung ist das Eingedenken gekennzeichnet durch eine generelle Unversöhnlichkeit gegenüber der Vergangenheit, die nie abgeschlossen ist, sondern in die Jetztzeit weiterwirkt und in ihr zur permanenten Katastrophe wird. Geschichte ist für Benjamin Natur- und Leidensgeschichte; zugleich aber verbindet das Eingedenken einen historischen Materialismus mit einem mystischen, jedem einzelnen Menschen innewohnendem Messianismus, indem es dem Gedanken eines unversehrten Lebens zum Überleben verhilft.
Stéphane Mosès stellt hierzu fest, dass Benjamin mit seinem Begriff des Eingedenkens die jüdische Kategorie des Zekher aufgreift. Damit werde die Reaktualisierung von Begebenheiten der Vergangenheit in der gegenwärtigen Erfahrung bezeichnet. Benjamin sehe die Aufgabe des Eingedenkens darin, zu retten, was gescheitert sei, in dem Sinne, dass „allem, was in der Vergangenheit unterdrückt und vergessen worden ist oder um das sich niemand gekümmert hat, eine neue Chance gegeben wird“, so formuliert es Mosès in seiner Studie von 1993.
Das Konzept des Eingedenkens als aktives, gegenwarts- und zukunftsgewandtes Erinnern lässt sich auch auf Benjamins umfangreiche Hölderlin-Lektüre zurückführen; so etwa zitiert er aus dessen Gedicht Der Herbst:

„Die Sagen, die der Erde sich entfernen,
Vom Geiste, der gewesen ist und wiederkehret,
Sie kehren zu der Menschheit sich, und vieles lernen
Wir aus der Zeit, die eilends sich verzehret.“

Die umfangreiche Rezeption von Benjamin durch Adorno und Horkheimer in der Dialektik der Aufklärung schließt auch den Begriff des Eingedenkens ein, den sie als „Eingedenken der Natur im Subjekt“ aufgreifen. Man könne sich von der Natur ebenso wenig befreien wie von der Vergangenheit; daher bestehe die einzige Alternative in der Befreiung der Natur vor einem selbstzerstörerischen Vernunftbegriff.